# Talğat Mūsabaev
Talğat Amankeldıūly Mūsabaev (in kazako Талғат Аманкелдіұлы Мұсабаев?; in russo Талгат Амангельдиевич Мусабаев?; Kargaly, 7 gennaio 1951 – 4 agosto 2025) è stato un cosmonauta kazako, fino al 1991 sovietico.

## Carriera
Dopo essersi laureato all'Istituto ingegneristico dell'Aviazione civile di Riga nel 1974 ed essersi perfezionato all'Alta scuola militare dell'aviazione di Achtubinsk, conseguendo il diploma nel 1983, è stato selezionato come astronauta l'11 maggio 1990 dalla GMVK, la Commissione interdipartimentale di Stato sovietica.
Nel 1991 ha ottenuto il grado di Maggiore ed è stato trasferito al gruppo Astronauti dell'Aeronautica (TsPK-11): nel frattempo, dal 1º ottobre 1990 al 13 settembre 1991 ha frequentato il Programma di allenamento base per astronauti, prima di essere selezionato come riserva per la missione Sojuz TM-13. Mūsabaev ha trascorso nello spazio un totale di 341 giorni, 9 ore e 48 minuti, partecipando alle seguenti missioni:
- Sojuz TM-19: ingegnere di volo. Decollo 4 novembre 1994. Tempo trascorso nello spazio 125 giorni, 22 ore, 53 minuti.
- Sojuz TM-27: comandante. Decollo 25 agosto 1998. Tempo trascorso nello spazio 207 giorni, 12 ore 49 minuti.
- Sojuz TM-32: comandante. Decollo 6 maggio 2001. Tempo trascorso nello spazio 7 giorni, 22 ore, 4 minuti.

Dopo essere andato in pensione è stato nominato docente anziano dell'Accademia Žukovskij, ed è stato promosso al grado di Maggior Generale (nel mese di settembre del 2003).
Dal 2005, Mūsabaev è diventato direttore generale della Bayterek, una joint venture kazako-russa.
Nel mese di febbraio 2007 è diventato direttore dell'Agenzia aerospaziale kazaka.
Fino a tutto il 2006 Mūsabaev era uno dei 25 astronauti con la più lunga permanenza nello spazio.